# Liste des présidents du gouvernement tchèque
Ce tableau recense les présidents du gouvernement de la Tchéquie depuis la partition de la Tchécoslovaquie en 1993.

## Liste
| Titulaire (Naissance-mort) | Titulaire (Naissance-mort)    | Élection | Mandat           | Mandat           | Mandat           | Mandat                     | Parti politique               | Parti politique | Gouvernement (coalition)                 |
| Titulaire (Naissance-mort) | Titulaire (Naissance-mort)    | Élection | Nomination       | Début            | Fin              | Durée                      | Parti politique               | Parti politique | Gouvernement (coalition)                 |
| -------------------------- | ----------------------------- | -------- | ---------------- | ---------------- | ---------------- | -------------------------- | ----------------------------- | --------------- | ---------------------------------------- |
| Václav Klaus               | Václav Klaus (né en 1941)     | 1992     | 1er janvier 1993 | 1er janvier 1993 | 2 janvier 1998   | 5 ans et 1 jour            |                               | ODS             | Klaus I (ODS-KDU-ČSL-ODA)                |
| Václav Klaus               | Václav Klaus (né en 1941)     | 1996     | 1er janvier 1993 | 1er janvier 1993 | 2 janvier 1998   | 5 ans et 1 jour            | Klaus II (ODS-ODA-KDU-ČSL)    | ODS             |                                          |
| Josef Tošovský             | Josef Tošovský (né en 1950)   | –        | 17 décembre 1997 | 2 janvier 1998   | 22 juillet 1998  | 7 mois et 5 jours          |                               | Indépendant     | Tošovský (US-ODA-KDU-ČSL)                |
| Miloš Zeman                | Miloš Zeman (né en 1944)      | 1998     | 17 juillet 1998  | 22 juillet 1998  | 15 juillet 2002  | 3 ans, 11 mois et 28 jours |                               | ČSSD            | Zeman (ČSSD)                             |
| Vladimír Špidla            | Vladimír Špidla (né en 1951)  | 2002     | 12 juillet 2002  | 15 juillet 2002  | 4 août 2004      | 2 ans et 23 jours          |                               | ČSSD            | Špidla (ČSSD-KDU-ČSL-US-DEU)             |
| Stanislav Gross            | Stanislav Gross (né en 1969)  | –        | 26 juillet 2004  | 4 août 2004      | 25 avril 2005    | 8 mois et 30 jours         |                               | ČSSD            | Gross (ČSSD-KDU-ČSL-US-DEU)              |
| Jiří Paroubek              | Jiří Paroubek (né en 1952)    | –        | 25 avril 2005    | 25 avril 2005    | 4 septembre 2006 | 1 an, 4 mois et 10 jours   |                               | ČSSD            | Paroubek (ČSSD-KDU-ČSL-US-DEU)           |
| Mirek Topolánek            | Mirek Topolánek (né en 1956)  | 2006     | 16 août 2006     | 4 septembre 2006 | 8 mai 2009       | 2 ans, 8 mois et 22 jours  |                               | ODS             | Topolánek I (ODS)                        |
| Mirek Topolánek            | Mirek Topolánek (né en 1956)  | 2006     | 16 août 2006     | 4 septembre 2006 | 8 mai 2009       | 2 ans, 8 mois et 22 jours  | Topolánek II (ODS-KDU-ČSL-SZ) | ODS             |                                          |
| Jan Fischer                | Jan Fischer (né en 1951)      | –        | 9 avril 2009     | 8 mai 2009       | 13 juillet 2010  | 1 an, 3 mois et 4 jours    |                               | Indépendant     | Fischer (ODS-ČSSD-SZ) (ODS-ČSSD)         |
| Petr Nečas                 | Petr Nečas (né en 1964)       | 2010     | 28 juin 2010     | 13 juillet 2010  | 10 juillet 2013  | 3 ans et 12 jours          |                               | ODS             | Nečas (ODS-TOP 09-VV) (ODS-TOP 09-LIDEM) |
| Jiří Rusnok                | Jiří Rusnok (né en 1960)      | –        | 25 juin 2013     | 10 juillet 2013  | 29 janvier 2014  | 8 mois et 4 jours          |                               | Indépendant     | Rusnok                                   |
| Bohuslav Sobotka           | Bohuslav Sobotka (né en 1971) | 2013     | 17 janvier 2014  | 29 janvier 2014  | 13 décembre 2017 | 3 ans, 10 mois et 26 jours |                               | ČSSD            | Sobotka (ČSSD-KDU-ČSL-ANO 2011)          |
| Andrej Babiš               | Andrej Babiš (né en 1954)     | 2017     | 6 décembre 2017  | 13 décembre 2017 | 17 décembre 2021 | 4 ans et 11 jours          |                               | ANO 2011        | Babiš I (ANO 2011)                       |
| Andrej Babiš               | Andrej Babiš (né en 1954)     | 2017     | 6 décembre 2017  | 13 décembre 2017 | 17 décembre 2021 | 4 ans et 11 jours          | Babiš II (ANO 2011-ČSSD)      | ANO 2011        |                                          |
| Petr Fiala                 | Petr Fiala (né en 1964)       | 2021     | 28 novembre 2021 | 17 décembre 2021 | en cours         | 3 ans, 4 mois et 23 jours  |                               | ODS             | Fiala (ODS-KDU-ČSL-TOP 09-Piráti-STAN)   |

## Observations générales

### Longévité
- Tableau présenté par ordre décroissant. Le président du gouvernement en exercice figure en gras.

| Rang | Nom              | En jours    | En années                  | Dates       |
| ---- | ---------------- | ----------- | -------------------------- | ----------- |
| 1    | Václav Klaus     | 1 811 jours | 4 ans, 11 mois et 16 jours | 1993 - 1997 |
| 2    | Miloš Zeman      | 1 456 jours | 3 ans, 11 mois et 25 jours | 1998 - 2002 |
| 3    | Andrej Babiš     | 1 472 jours | 4 ans et 11 jours          | 2017 - 2021 |
| 4    | Bohuslav Sobotka | 1 419 jours | 3 ans, 10 mois et 19 jours | 2014 - 2017 |
| 5    | Petr Fiala       | 1 239 jours | 3 ans, 4 mois et 23 jours  | depuis 2021 |
| 6    | Petr Nečas       | 1 108 jours | 3 ans et 12 jours          | 2010 - 2013 |
| 7    | Mirek Topolánek  | 996 jours   | 2 ans, 8 mois et 22 jours  | 2006 - 2009 |
| 8    | Vladimír Špidla  | 745 jours   | 2 ans et 14 jours          | 2002 - 2004 |
| 9    | Jiri Paroubek    | 478 jours   | 1 an, 3 mois et 22 jours   | 2005 - 2006 |
| 10   | Jan Fischer      | 416 jours   | 1 an, 1 mois et 20 jours   | 2009 - 2010 |
| 11   | Stanislav Gross  | 273 jours   | 8 mois et 30 jours         | 2004 - 2005 |
| 12   | Josef Tošovský   | 212 jours   | 7 mois                     | 1997 - 1998 |
| 13   | Jiří Rusnok      | 191 jours   | 6 mois et 7 jours          | 2013 - 2014 |